# Маклинсвил (Северна Каролина)
Маклинсвил (енгл. McLeansville) насељено је место без административног статуса у америчкој савезној држави Северна Каролина.

## Демографија
По попису из 2010. године број становника је 1.021, што је 59 (-5,5%) становника мање него 2000. године.
| Група             | 2000.         | 2010.       |
| Белци             | 1.010 (93,5%) | 930 (91,1%) |
| Афроамериканци    | 32 (3,0%)     | 43 (4,2%)   |
| Азијати           | 1 (0,1%)      | 6 (0,6%)    |
| Хиспаноамериканци | 20 (1,9%)     | 34 (3,3%)   |
| Укупно            | 1.080         | 1.021       |